# Dobele distrikt
Dobele distrikt (lettiska: Dobeles rajons) var till 2009 ett administrativt distrikt i Lettland, beläget i den sydvästra delen av landet, ca 70 kilometer från huvudstaden Riga. Distriktet angränsar med distrikten Tukums i norr, Jelgava i öster och Saldus i väster.
Den största staden är Dobele med 11 391 invånare.